# Кривая «доход—потребление»
Кривая «доход—потребление» (англ. Income–consumption curve, ICC) — график, связывающий все точки равновесия на карте кривых безразличия, соответствующие различным величинам дохода. Кривая определяет зависимость расходов на товар X от дохода потребителя и изменение оптимума потребителя при изменении своего дохода при неизменных ценах и предпочтениях.

## История
Кривую «доход-потребление» ввёл в экономическую науку Дж. Хикс в 1920-е года.

## Определение
Кривая «доход—потребление» — график, связывающий все точки равновесия потребителя на карте кривых безразличия, соответствующие различным величинам дохода потребителя. Кривая демонстрирует зависимость расходов на товар X от дохода потребителя.

## Формы кривой «доход—потребление»
Соединив все возможные точки выбора, соответствующие каждому уровню дохода потребителя, получаем кривую «доход-потребление». Вдоль кривой движется потребитель при изменении своего дохода. Кривая определяет изменение оптимума потребителя (множество всех оптимальных наборов или комбинаций товаров) при изменении своего дохода при неизменных ценах и предпочтениях. 
Нормальный товар
На рисунке 1 «Кривая «доход—потребление» для нормального эластичного товара» кривая имеет положительный наклон, с ростом дохода потребление обоих товаров X и Y увеличивается. X и Y — нормальные товары.
На рисунке 2 «Кривая «доход-потребление» для нормального неэластичного товара» с увеличением дохода бюджетная линия KL смещается вправо к K1L1, потребитель переходит на более высокую кривую безразличия U2U2. Набор в точке E2 содержит большее количество товаров X и Y, чем набор в точке E1. Соединяя все данные точки, получим кривую «доход—потребление» — GG.
Некачественный товар
На рисунке 3 «Кривая «доход-потребление» для некачественного товара» кривая имеет отрицательный наклон. С ростом дохода потребление одного товара увеличивается, а другого снижается. Товар, потребление которого с ростом дохода снижается, является некачественным товаром. Товар, потребление которого с ростом дохода увеличивается, будет являться качественным товаром.
Совершенный субститут
На рисунке 4 «Кривая «доход-потребление» для совершенного субститута» показан случай, когда товары X1 и X2 являются совершенными заменителями, а цена одного товара выше другого, то при росте дохода потребитель будет увеличивать потребление только товара с низкой  ценой. Кривая «доход-потребление» сольётся с горизонтальной осью.
Совершенный комплемент
На рисунке 5 «Кривая «доход-потребление» для совершенного комплемента» показан случай, когда потребитель независимо ни от чего, всё время потреблять одно и то же количество каждого товара, то кривая «доход-потребление» является лучом из начала координат. Товары являются совершенными комплементами.
Нейтральный товар
На рисунке 6 «Кривая «доход-потребление» для нейтрального товара» показан случай, когда потребитель при достижения определенного своего дохода перестаёт покупать дополнительное количество товара X и тратит весь добавочный доход на остальные товары. Товар X становится нейтральным товаром.
Высококачественный товар
На рисунке 7 «Кривая «доход-потребление» для высококачественных товаров» с ростом дохода потребление некачественного товара X снижается, а прирост расходов на товар X поглощает более 100% прироста дохода потребителя, то товар Y является высококачественным товаром.
| - Рисунок 1. Кривая «доход-потребление» для нормального эластичного товара - Рисунок 2. Кривая «доход-потребление» для нормального неэластичного товара - Рисунок 3. Кривая «доход-потребление» для некачественного товара - Рисунок 4. Кривая «доход-потребление» для совершенного субститута - Рисунок 5. Кривая «доход-потребление» для совершенного комплемента - Рисунок 6. Кривая «доход-потребление» для нейтрального товара - Рисунок 7. Кривая «доход-потребление» для высококачественного товара |